# Verhef
Verhef was een term uit het middeleeuwse leenrecht.
Wanneer een leenman een leen in bezit nam, door erfenis of door aankoop, betaalde hij een eenmalig bedrag aan zijn nieuwe leenheer ten teken van trouw. Dit bedrag werd een verhef genoemd.
Wanneer het leen een heerlijkheid betrof, was dit meestal een "vol verhef" van 10 pond.
Bij kleinere lenen kon dit verhef ook de helft bedragen van een vol verhef of kon dit een voorwerp zijn zoals handschoenen, een speer, een harnas, een valk enz.
Wanneer het leen een opbrengstgoed was zoals een stuk grond dan kon het verhef het beste vrome van drie zijn. Dat betekende dat de leenheer een bedrag kreeg gelijk aan de beste oogst van de eerstvolgende 3 jaar.
Een leen kon in bezit komen door het te erven of door het te kopen. De leenheer ontving dan 10% van de koopsom. Dit werd de 10e penning genoemd.
Bij het afschaffen van het feodalisme (in Vlaanderen in 1792; in Nederland enkele jaren later) werd het gebruik afgeschaft.